# 다문화주의

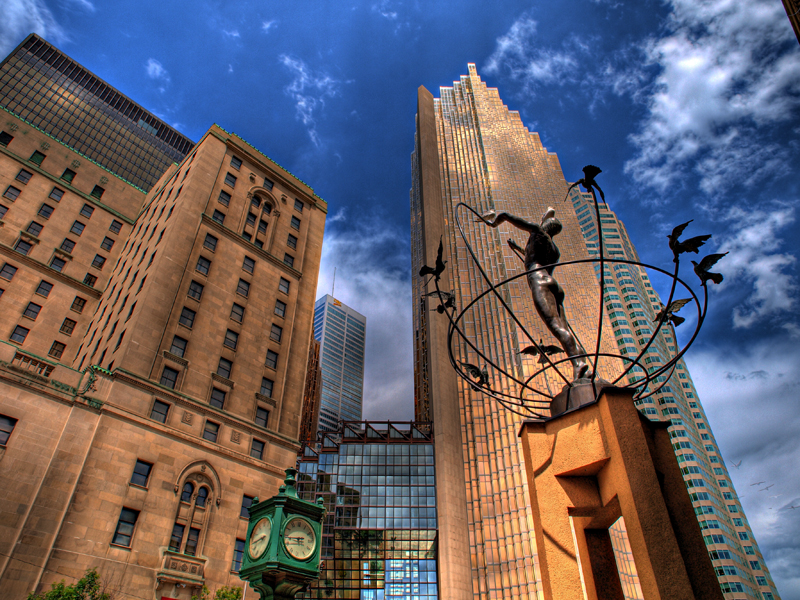
캐나다 토론토의 다문화 기념비. 네 개의 동일한 조각상은 남아프리카의 런던 동부, 중국의 창춘, 사라예보, 보스니아 헤르체고비나, 오스트레일리아의 시드니에 있다.

다문화주의(多文化主義, 영어: multiculturalism)는 "사회적 소수집단의 정체성과 문화적 이해를 공공영역에서 적극적으로 인정하려는 일련의 흐름"으로 정의할 수 있으며(김남국, 2005), 문화적 다양성을 장려하는 생각이나 정책을 말한다. 다문화주의의 이념은 1970년대에 서구 민주주의 사회에서 전면적으로 등장했다. 대한민국에서도 1980년대 말 이후에 다문화주의의 민족 국가와 소수 집단 현상이 등장하면서 다문화주의 이념이 논의되기 시작했다. 세계화가 진행됨에 따라 단일한 민족 국가들이 가지고 있던 다양한 문화를 서로 인정하고 교류하기 위해 여러 문화를 존중하고자 하는 이론으로 여성문화, 소수파문화, 비서양문화 등 여러 유형의 이질적인 문화의 주변 문화를 제도권 안으로 수용하자는 입장을 이르는 말이다. 급속히 통합되는 현대 세계사회에서 여러 국가의 문화를 자유롭게 접하며 문화의 다양성을 이해하고 수용할 필요가 커지고 있다. 다문화주의는 서로 다른 문화에 대한 존중과 문화적 차이에 대한 관용을 중시한다.
이 용어는 처음 1957년 스위스를 기술할 때 사용되었으나 1960년대 후반기 캐나다에서 대중화되었으며 이후 영어권에서 빠르게 퍼지게 되었다. 세계화로 인한 이민 증가로 현재 다문화 가정이 늘어나면서 서로를 이해하고자 하는 다문화주의에 대한 관심이 증가하고 있다.
민족마다 다른 다양한 문화나 언어를 단일의 문화나 언어로 동화시키지 않고 공존시켜 서로 승인ㆍ존중하는 것을 목적으로 하는 사상ㆍ운동ㆍ정책을 말한다. 다문화주의는 강화된 보편주의로서 제창되었다고 볼 수 있다. 즉, 종래부터의 근대 보편주의를 서유럽 중심주의에 그친 것이라고 상대화한 위에 그것을 일부로서 포함한 다양한 여러 문화의 평등한 공존을 지향하는 점에 다문화주의의 특징이 있다. 종래의 보편주의가 사적인 다의성을 허용하면서 공적 영역에서는 단일의 공통문화가 있을 수 있다는 것을 전제로 한 것에 대해 다문화주의는 공적 영역 내에 문화의 다양성ㆍ복수성이 내포되어야 한다고 보고, 극단적인 경우에는 단일의 공통문화의 가능성을 부정하는 경우도 있다. 다문화주의는 미국, 캐나다, 오스트레일리아 등에서 1970년대 초부터 제창되기 시작하여 1980년대에 활발한 논쟁을 벌여 정책으로서 결실을 맺었다. 조금 늦게 유럽 국가에도 다문화주의적인 견해가 도입되었다. 또한 극단적으로 이념화된 다문화주의는 그 논리적인 귀결로서 특정 민족의 분단이나 독립을 요구하게 된다. 즉, 제문화의 공존과 통합을 지향하는 ‘강화된 보편주의’로서의 다문화주의가 오히려 제문화의 분리나 차별을 귀결한다는 역설로서 나타나는 경우도 있다.

## 같이 보기
- 정치적 올바름(PC)
- 단문화주의
- 복문화주의
- 신자유주의
- 다국적기업
- 반세계화 운동
- 카운터컬처
- 우생학
- 관용
- 인권
- 차별
- 다양성
- 문화상대주의
- 인종의 용광로
- 샐러드 그릇
- 문화적 모자이크
- 다문화가정
- 다민족국가
- 다민족
- 세계화
- 민족주의
- 인종주의
- 코스모폴리타니즘
- 자문화보호주의
- 민족다원주의
- 세계 정부
- 그림자 정부

### 관련 사상 및 철학
- 실용주의 (프래그머티즘)
- 포스트모더니즘